# Sophonisba Angusciola Peale

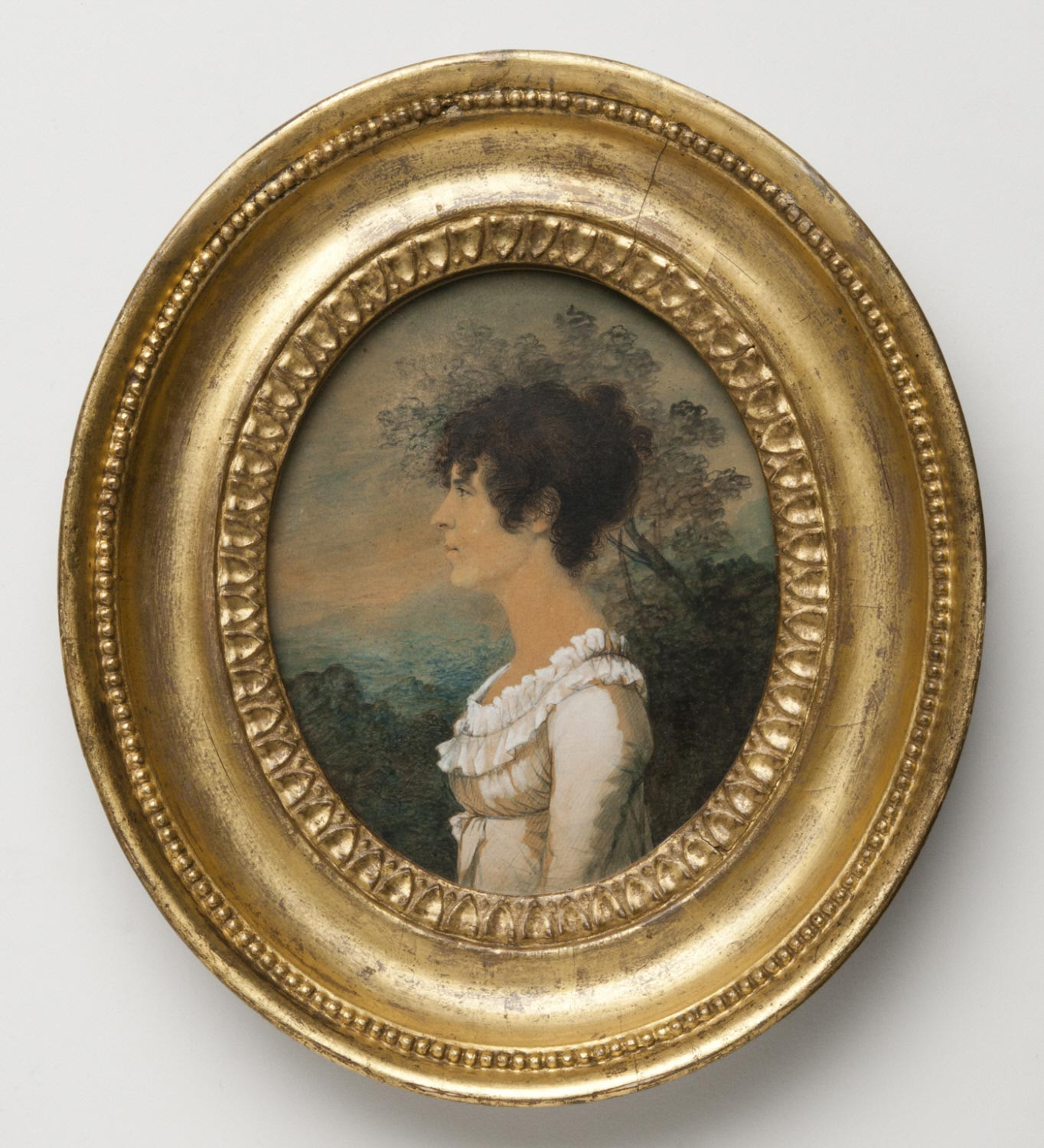
Charles Willson Peale: Porträt vom Sophonisba Angusciola Peale (1805)

Sophonisba Angusciola Peale, verh. Sellers (* 24. April 1786 in Philadelphia, Pennsylvania, USA; † 26. Oktober 1859 in Upper Darby Township, Pennsylvania) war eine amerikanische Quiltkünstlerin und Ornithologin. Sie ist bekannt als frühe Quiltmacherin sowie als erste Frau in Amerika, die Vögel wissenschaftlich sammelte und präparierte.

## Leben
Sophonisba Angusciola Peale wurde 1786 in Philadelphia als Tochter des Malers und Museumsgründers Charles Willson Peale und dessen Frau Rachel Brewer Peale geboren. Sie wuchs umgeben von der naturhistorischen Sammlung ihres Vaters auf, die mehrere hundert ausgestopfte Vögel umfasste. Diese Sammlung wurde 1794 in die Philosophical Hall und 1802 ins Pennsylvania State House (heute Independence Hall) verlegt.
Im Frühjahr 1803 unternahm sie gemeinsam mit ihrem Vater ornithologische Exkursionen, bei denen sie den Umgang mit einem kleinen Flintengewehr („Fuzee“) sowie die Präparation von Vögeln mit Arsen erlernte. Während der Gelbfieber-Epidemie im Spätsommer und Herbst 1803 blieb sie in Philadelphia und arbeitete mehrere Monate im Museum. Um die Vitrinen mit etwa 140 Fächern und über 760 Präparaten zu beschriften, kopierte sie lateinische, englische und französische Namen aus einem Manuskript von Palisot de Beauvois auf Holztäfelchen.
1805 heiratete sie den Ingenieur und Erfinder Coleman Sellers (1781–1834). Das Paar hatte zwei Töchter und vier Söhne, darunter George Escol  (geb. 1808) und Coleman  II (geb. 1827). Sie führte weiterhin Quiltarbeiten aus. Ein Quilt im Muster Star of Bethlehem aus dem Jahr 1850 wird im Philadelphia Museum of Art aufbewahrt. Sophonisba Angusciola Peale Sellers starb am 26. Oktober 1859 im Alter von 73 Jahren in Upper Darby Township bei Philadelphia. Zunächst wurde sie im New Jerusalem Burial Ground beigesetzt, später erfolgte die Überführung in den West Laurel Hill Cemetery in Bala Cynwyd, wo auch ihr Sohn Coleman Sellers II begraben liegt.

## Werk

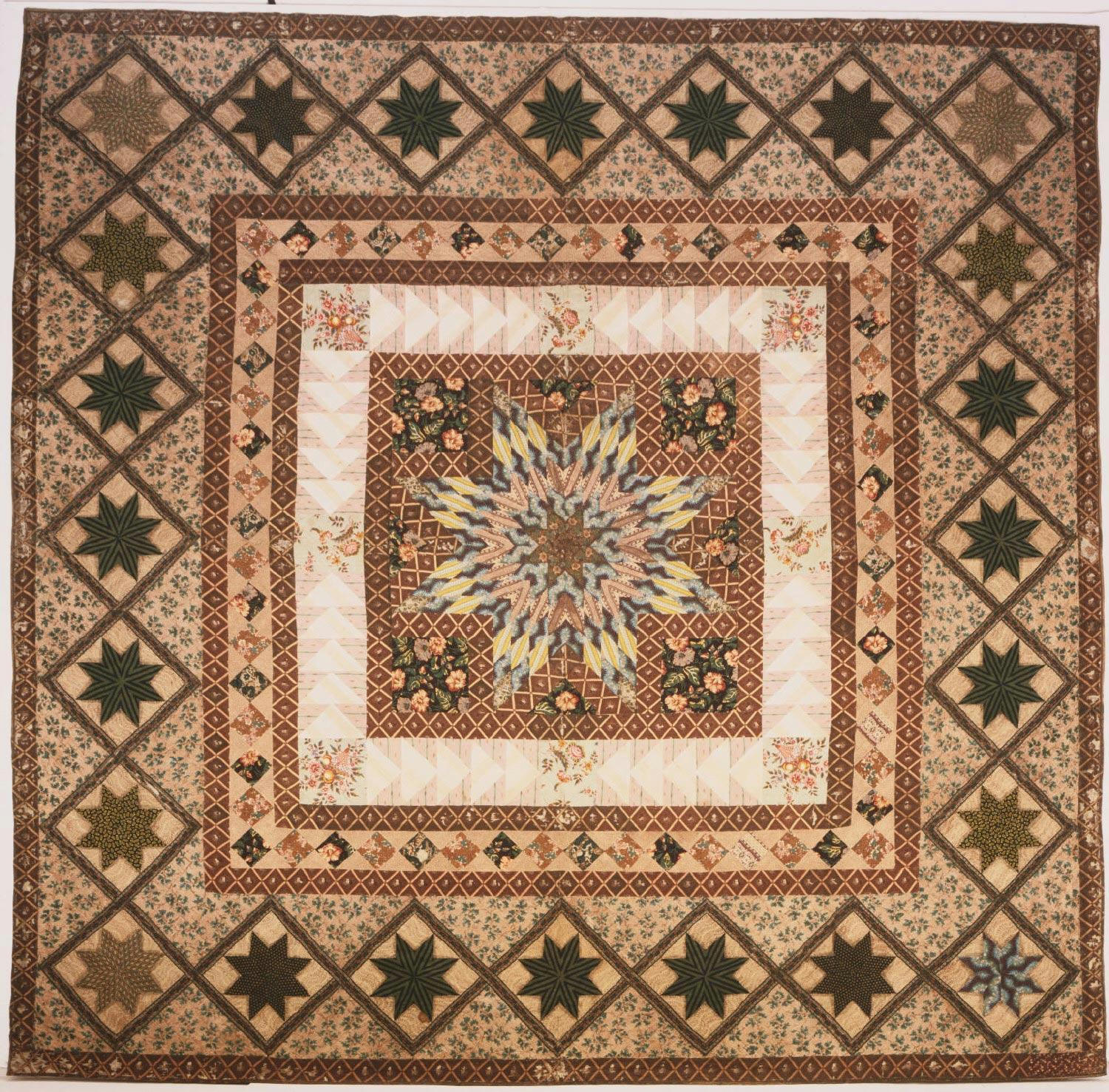
Sophonisba Angusciola Peale Sellers, Quilt, um 1850. Philadelphia Museum of Art

Anders als ihre berühmten Verwandten war Sophonisba Angusciola Peale keine bekannte professionelle Malerin. Es sind keine Gemälde von ihr erhalten. Ihre künstlerische Tätigkeit beschränkte sich auf Quilts. In der Ornithologie unterstützte sie die Arbeit ihres Vaters, indem sie Vogelpräparate vorbereitete und sie nach Carl von Linnés Taxonomie beschriftete. Sie gilt als die erste Frau in den USA, die Vogelproben für Studien sammelte und präparierte.